# Dulcie September
Pour les articles homonymes, voir September.
Dulcie September, née le 20 août 1935 à Athlone dans la banlieue du Cap en Afrique du Sud et morte assassinée le 29 mars 1988 à Paris en France, est une femme politique et une militante anti-apartheid sud-africaine.

## Biographie
Dulcie Evonne September est née en 1935  à Athlone, un township du Cap où elle grandit. Cataloguée en tant que métisse du Cap, elle effectue ses études à l'école normale de Salt River, dans la banlieue industrielle de la capitale parlementaire, puis à celle de Wynberg. Elle enseigne à Maitland dans une école de mission, puis à l'école primaire de Bridgetown.

### Militante anti-apartheid en Afrique du Sud
Elle rejoint d'abord l'Union démocratique du peuple d'Afrique australe (Apdusa) créée en 1960, puis fonde en 1962 le Yu Chi Chan Club, dont les idées sont d'inspiration maoïste et qui devient l'année suivante le Front de libération nationale. Arrêtée le 7 octobre 1963 pour ses activités anti-apartheid, elle est condamnée, après six mois de procès, à cinq ans de détention. Elle poursuit ses études supérieures à la prison de Kroonstad.
Libérée en 1969, elle est toutefois assignée à résidence pour cinq ans, ce qui l'empêche de reprendre son métier d'institutrice et ses activités militantes. En 1970, elle travaille comme réceptionniste chez un dentiste. Elle quitte son pays le 19 décembre 1973 avec un visa de sortie permanent, qui lui interdit de revenir.

### Exil
Au Royaume-Uni, elle suit une formation d'enseignante au Madeley College. Parallèlement, elle rencontre des membres de l'ANC et du Parti communiste sud-africain en exil à Londres. Devenue permanente de l'ANC en 1976, elle soutient à son tour les nouveaux exilés et organise la collecte de fonds. Engagée dans la Ligue des femmes de l'ANC, elle s'attache, à la suite des émeutes de Soweto et en liaison avec le comité anti-apartheid de l'ONU et la Fédération démocratique internationale des femmes, à mobiliser l'opinion autour de la situation des femmes et de la jeunesse en Afrique du Sud. En 1979, elle est élue présidente du comité londonien pour l'année internationale de l'enfance des Nations unies.
En 1981, elle séjourne brièvement à Lusaka (Zambie), au quartier général de l'ANC, où elle assure la direction du comité régional et organise la célébration du 25e anniversaire de la manifestation de femmes du 9 août 1956 à Pretoria. Elle fait à cette époque de nombreux voyages à l'étranger. En France, à la suite de l'élection de François Mitterrand à la présidence de la République, l'ANC cesse d'être considérée comme une organisation terroriste par les autorités françaises et peut ouvrir un bureau à Paris. Dulcie September en prend la direction au début de 1984, comme représentante auprès de la France, de la Suisse et du Luxembourg, basée à Paris. Elle habite à Arcueil, où un collège porte maintenant son nom.
Dans ces fonctions, elle travaille à rassembler les mouvements de solidarité anti-apartheid pour qu'ils soutiennent l'application des sanctions internationales contre le régime sud-africain. En 1986, elle organise une conférence internationale qu'Oliver Tambo, président de l'ANC, ouvre en appelant la France à agir en faveur de ces sanctions. Elle intervient publiquement, au cours des années 1986-1987, en faveur de la libération de Pierre-André Albertini (coopérant français incarcéré au Ciskei sous l'accusation d'être un « porteur de valises » de l'ANC). Elle enquête à la même époque sur les ventes d'armes françaises à l'Afrique du Sud, en contravention de l'embargo voté par l'ONU.

### Assassinat
Se sentant menacée (elle a été agressée dans le métro à l'automne 1987 et ses papiers volés à cette occasion, tandis que son bureau était cambriolé et des dossiers subtilisés), Dulcie September aurait demandé en vain une protection policière, tout en refusant une mutation proposée par la direction de l'ANC. Elle déménage à Arcueil, rue de la Convention.
Le 29 mars 1988, peu avant 10 h, elle est abattue sur le palier des bureaux de l'ANC au 4e étage du 28 rue des Petites-Écuries, dans le 10e arrondissement de Paris, de cinq balles tirées à bout portant d'un calibre 22 équipé d'un silencieux d'une façon professionnelle. Le lendemain du meurtre, Alfred Nzo, alors secrétaire général de l'ANC, déclara : « S'il y a jamais eu une cible facile, c'était Dulcie September. »
Après des obsèques au cimetière du Père-Lachaise et conformément à sa demande, ses cendres sont ramenées sur sa terre natale par sa sœur Stéphanie. Sa mort suscite une forte réaction populaire en rassemblant plus de 20 000 Parisiens en deuil.
Dès le début de l'enquête, ses proches accusent les services secrets sud-africains. Aucun coupable n'est jamais identifié par la justice française et, le 17 juillet 1992, une ordonnance de non-lieu est rendue par cette dernière. L'affaire est aujourd'hui prescrite.
Cependant, plusieurs suspects sont mentionnés. Parmi eux, Dirk K. Stoffberg, un ancien membre des services secrets sud-africains. Au lendemain de l'attentat, son nom est cité par la presse française et allemande qui bénéficient d'une fuite des services français. Il est auditionné à Lucerne le 10 janvier 1989 par une juge d'instruction française, sans suite, faute de preuves. Toutefois, il aurait avoué au journaliste Jacques Pauw en juin 1993 avoir rémunéré les deux assassins, deux anciens légionnaires, selon le compte-rendu que celui-ci en fait dans son livre Into the Heart of Darkness.
De même, un repenti, Dirk Coetzee, ancien capitaine des services sud-africains, attribue dès 1990 le meurtre au Vlakplaas, le service d'escadrons de la mort, et mentionne le rôle joué par un certain « Heine Human » qui aurait transmis les ordres sud-africains au tueur. Dès cette époque, ce dernier pense qu'il pourrait s'être agi d'un mercenaire proche de Bob Denard, le mercenaire français qui avait la haute main sur les Comores à l'époque où celles-ci servaient de base arrière aux services spéciaux sud-africains.
Surtout, en avril 1998, le colonel Eugene de Kock, ancien chef des escadrons de la mort sud-africains, la Vlakplaas et du Civil Cooperation Bureau (CCB), reconnaît devant la Commission de la vérité et de la réconciliation (chargée de faire la lumière sur les crimes de l'apartheid) avoir commandité le meurtre de Dulcie September. Il affirme que l'un des deux tueurs se nomme Jean-Paul Guerrier, alias Capitaine Siam, un mercenaire français qui rejoindra après le meurtre la garde présidentielle des Comores dirigée par Bob Denard,. Il désigne aussi comme coordinateur de l'opération Dawid Fourrie, alias Heine Muller, chef des opérations extérieures du CCB. Un autre mercenaire, également membre de la garde présidentielle comorienne, a été accusé par la suite par un ancien cadre de la DGSE, Maurice Dufresse, d'avoir été un des tueurs : Richard Rouget, alias Sanders. Il n'est toutefois pas reconnu par le seul témoin du meurtre et attaque Maurice Dufresse en diffamation avec le soutien de la source dont se prévaut ce dernier, qui nie être l'origine du renseignement.
Selon la journaliste néerlandaise Evelyn Groenink, les archives privées de Dulcie September indiquent que la militante s'apprêtait à dévoiler l'existence de contrats d'armement conclus dans les années 1980 entre Paris et Pretoria, malgré l'embargo international qui frappait l'Afrique du Sud depuis 1977 et reconnu par la France la même année. Les documents déclassifiés du renseignement militaire sud-africain ont en tout cas confirmé l'intensité des liens commerciaux entre la France et l'Afrique du Sud en matière de vente d'armes, avec notamment la vente d'armes par le français Thomson-CSF (devenu Thales) au gouvernement de Pretoria pendant les années 1970 et 1980. Un autre aspect du contournement de cet embargo est l'organisation — par le SDECE puis de son successeur la DGSE — de la fourniture d'armes à l'Afrique du Sud pour que celle-ci en rétrocède tout ou partie à l'UNITA, la guérilla anti-communiste angolaise.
Cette hypothèse sur le mobile du meurtre est toutefois affaiblie par l'organisation de deux autres attentats à Bruxelles peu avant, visant notamment Godfrey Motsepe, représentant de l'ANC, ainsi que par les déclarations de Dirk K. Stoffberg indiquant qu'une liste de plusieurs noms de cibles potentielles membres de l'ANC lui avait été transmise.

## Hommages
Pour son album « Révolutions » sorti en 1988, Jean Michel Jarre compose un morceau nommé September, dédié à Dulcie. Le titre, qui inclut un chœur africain, est joué la même année lors du concert de l'artiste sur les docks de Londres.
Le 14 juillet 1996, Nelson Mandela honore de sa présence la pose d'une plaque lors d'une cérémonie commémorative devant son dernier domicile, à Arcueil. Le collège de cette même ville porte son nom.

### Odonymes
Plusieurs villes en France rendent hommage à Dulcie September mais c'est moins le cas dans son propre pays.

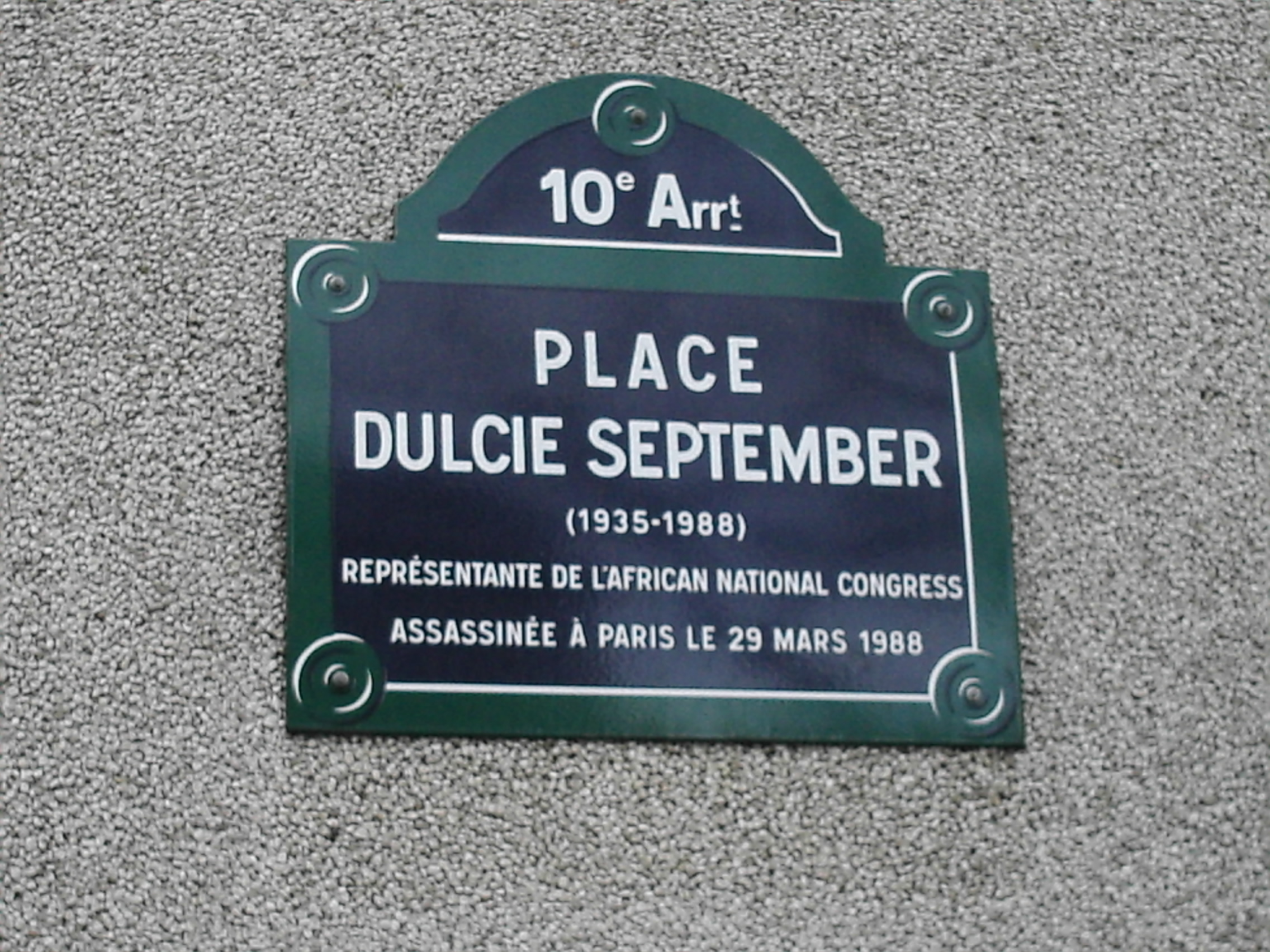
Plaque : place Dulcie-September à Paris.

#### Odonymes en France
- Places :
  - Une place du 10e arrondissement de Paris a été baptisée en son honneur par un arrêté municipal du 20 août 1997.
  - Une place de Nantes (Loire-Atlantique) porte son nom en vertu d'une délibération municipale des 26 et 27 juin 1997.
  - Gardanne (Bouches-du-Rhône).
  - Mantes-la-Ville (Yvelines).
  - Saint-Nazaire (Loire-Atlantique).
  - Valenton (Val-de-Marne).
  - Vernon (Eure).
- Rue :
  - La Courneuve (Seine-Saint-Denis), depuis le début des années 1990.
  - Évreux (Eure), depuis la fin des années 1980.
  - Avignon (Vaucluse), dans le quartier du Pont-des-Deux-Eaux.
  - Avion (Pas-de-Calais).
  - Le Cendre (Puy-de-Dôme).
  - Champigny-sur-Marne (Val-de-Marne).
  - Chatenoy-le-Royal (Saône-et-Loire).
  - Cléon (Seine-Maritime).
  - Le Mans (Sarthe).
  - Méricourt (Pas-de-Calais).
  - Portes-lès-Valence (Drôme).
  - Saint-Ouen (Seine-Saint-Denis).
  - Vénissieux (métropole de Lyon).
  - Vigneux-sur-Seine (Essonne).
- Autres voies :
  - Un boulevard à Saint-Martin-d'Hères (Isère), dans l'agglomération de Grenoble.
  - Une allée à :
    - Angers (Maine-et-Loire), depuis le 30 mars 2009 ;
    - Faches-Thumesnil (Nord);
    - Saint-Brieuc (Côtes-d'Armor) ;
    - Vaulx-en-Velin (métropole de Lyon).

  - Un square à :
    - Bègles (Gironde) ;
    - Montreuil-sous-Bois (Seine-Saint-Denis) ;
    - Port-de-Bouc (Bouches-du-Rhône).
    - Un parc urbain à Fontenay-sous-Bois (Val-de-Marne)
- Établissements d'enseignement :
  - Un collège d'Arcueil (Val-de-Marne), ville où elle eut son dernier domicile[18].
  - Une école primaire d'Ivry-sur-Seine (Val-de-Marne).
  - Une école élémentaire de Grigny (Essonne).
  - Une école maternelle de Drancy (Seine-Saint-Denis).
  - Une crèche à Septèmes-les-Vallons (Bouches-du-Rhône)
- Bâtiments communaux :
  - Un centre social et culturel à Garges-lès-Gonesse (Val-d'Oise).
  - Le centre socioculturel de Loon-Plage (Nord).
  - La salle des fêtes de Nangis (Seine-et-Marne).
  - Une salle communale (Centre Animation Jeunesse, créé en 1991) à Sains-en-Gohelle (Pas-de-Calais).
  - Une salle communale à Trignac (Loire-Atlantique).
  - La maison des droits des femmes et de l'égalité à Mitry-Mory (Seine-et-Marne).

#### Odonymes en Afrique du Sud
- une avenue de Mamelodi à Tshwane (près de Pretoria).
- une rue du quartier de Tshepisong à Soweto, (près de Johannesburg).
- Une école primaire à Midrand (Ekurhuleni).
- Un Civic Centre à Athlone (près du Cap), sa ville natale.

#### Articles
- Maria Malagardis, « Meurtre de Dulcie September : le rôle trouble de la France. L'enquête sur la mort de la militante de l'ANC pourrait rebondir. », Libération,‎ 13 novembre 1997 (lire en ligne, consulté le 18 septembre 2017).
- Lydia Samarbakhsh, « L'assassinat de Dulcie September, un crime signé, une affaire classée », L'Humanité,‎ 15 avril 2011 (lire en ligne, consulté le 18 septembre 2017).
- (en) Sahra Ryklief, « South Africa: An Inconvenient Person - Remembering Dulcie September », GroundUp, Le Cap,‎ 1er septembre 2016 (lire en ligne, consulté le 18 septembre 2017).